# ويليام راندولف دوغلاس
ويليام راندولف دوغلاس (بالإنجليزية: William Randolph Douglas)‏ هو دبلوماسي ومحامي وقاضي وموظف مدني وسياسي باربادوسي، ولد في 24 سبتمبر 1921 في باربادوس، وتوفي في 2003 ببو في فرنسا. انتخب Governor-General of Barbados ‏ وانتخب حاكم عام باربادوس (10 يناير 1984 – 24 فبراير 1984) وانتخب حاكم عام باربادوس (9 أغسطس 1976 – 17 نوفمبر 1976).